# Унгураш (Марамуреш)
Унгураш (рум. Unguraș) — село у повіті Марамуреш в Румунії. Входить до складу комуни Думбревіца.
Село розташоване на відстані 400 км на північний захід від Бухареста, 8 км на південний схід від Бая-Маре, 94 км на північ від Клуж-Напоки.

## Населення
За даними перепису населення 2002 року у селі проживали 478 осіб, усі — румуни. Усі жителі села рідною мовою назвали румунську.